# ミック・ジョーンズ (ザ・クラッシュ)
マイケル・ジェフリー・ジョーンズ(Michael Geoffrey Jones、1955年6月26日 - )は、イギリス・ロンドン出身のミュージシャン。元ザ・クラッシュのギタリスト ミック・ジョーンズ(Mick Jones)として最も知られている。
1983年にクラッシュを解雇され、ビッグ・オーディオ・ダイナマイトをドン・レッツ等と結成、ビッグ・オーディオ・ダイナマイトII、ビッグ・オーディオと名を変えてバンドを続けた。その後、仲間のトニー・ジェイムスとカーボン/シリコンを結成、2002年から2007年にかけて数枚のアルバムを発表した。
ローリング・ストーン誌「ローリング・ストーンの選ぶ歴史上最も過小評価されている25人のギタリスト」に於いて第13位に選ばれたミック・ジョーンズ（フォリナー）とは別人。

## 初期
ロンドン自治区のワンズワースで、ウェールズ出身の父とロシア系ユダヤ人の母の間に生まれた。幼少の頃から母方の祖母ステラと長い間同居していた。
ストランド・スクールに入学し、「バンドに入るために」美術学校に進んだ。
彼は1970年代前半に自ら結成したグラム・ロック・バンド、ザ・デリンクェンツでギタリストと名を上げはじめる。やがてトニー・ジェイムスと出会い、プロト・パンク・バンド、ロンドンSSを結成する。1976年に解散し、残っていたメンバーのポール・シムノン、キース・レヴィンと次の目標を探し始める

## ザ・クラッシュ

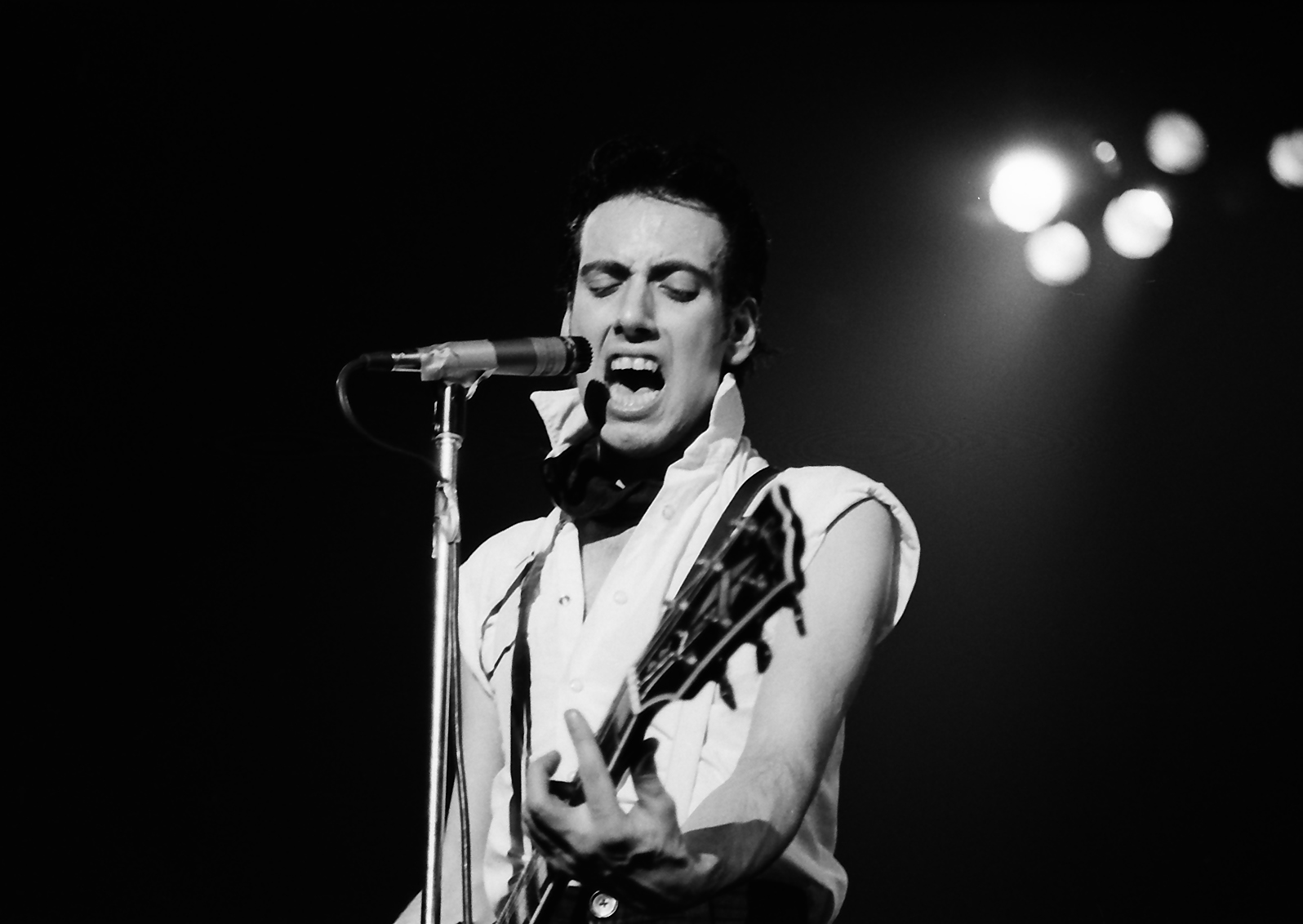
ザ・クラッシュ時代 (1980年)

21歳の時に、彼とシムノンはシェパーズ・ブッシュの汚いスクワットでバーニー・ローズ（自称パンク・ロックの創始者）からジョー・ストラマーを紹介される。バンドはカムデンの使われなくなった鉄道倉庫で練習し、ザ・クラッシュとなる。ジョーンズはリード・ギターとボーカル（「トレイン・イン・ヴェイン」、「ステイ・オア・ゴー」等数曲ではリード・ボーカル）、そしてほとんどの作曲を担当。1983年8月に、ストラマーとシムノンにバンドからの解雇を一方的に告げられる。解雇を決めたのが誰だったかについては、ストラマーはローズだったと主張している反面、シムノンは自身とストラマーだったとしている。解雇の主因は彼が時間にルーズだったことだとされるが、ドン・レッツは音楽の知識が豊富で進取の気性に富んだジョーンズと他のメンバーとの間に摩擦が生じたことではないか、と推測している。
2003年に他のメンバーと一緒に、ザ・クラッシュとしてロックの殿堂入りを果たした。

## ビッグ・オーディオ・ダイナマイト
クラッシュから追い出された後、ジョーンズはジェネラル・パブリックの創立メンバーとして短期間過ごした。バンドがデビューアルバムを出した時にはジョーンズは正式メンバーではなくなっていたが、アルバムの多くの曲でギターを弾いている。
ジェネラル・パブリックを離れ、1984年にビッグ・オーディオ・ダイナマイトを映画監督ドン・レッツと結成。レッツはクラッシュのヴィデオや、映画『ウェストウェイ・トゥ・ザ・ワールド』を撮影した人物である。バンドのデビュー・アルバム『ディス・イズ・ビッグ・オーディオ・ダイナマイト』は翌年発表され、収録曲「E=MC2」はダンス・クラブでヘヴィー・ローテーションされた。そしてシングルカットされた「メディシン・ショー」と「E=MC2」の両方が全英ヒットチャートを賑わせた。
2作目のアルバム『NO.10,アッピング・ストリート』でジョーンズは再びストラマーと手を組んだ。2人は協力して「ビヨンド・ザ・ペイル」、「V.サーティーン」、「サイトシーM.C.」等、数曲を制作。ストラマーはアルバムのコ・プロデューサーもつとめた。この再会も長くは続かず、この後しばらく2人が一緒に何かをすることは無かった。
3作目のアルバム『Tighten Up, Vol. 88』ではジャケットデザインをポール・シムノンが手がけた。このアルバム発表後まもなく、ジョーンズは肺炎で数か月入院することになる。回復後、ジョーンズはビッグ・オーディオ・ダイナマイトでもう一枚のアルバム『メガトップ・フェニックス』を発表し、メンバーを入れ替える前にバンド名をビッグ・オーディオ・ダイナマイトIIと改名してアルバム『ザ・グローブ』を発表する。
1991年、ジョーンズはアズテック・カメラの「グッド・モーニング・ブリテン」にゲスト参加した。
バンドメンバーは1994年に一新され、“ビッグ・オーディオ”のバンド名でアルバム『ハイアー・パワー』を発表する。1995年にはスタジオ・アルバム『F-パンク』とベスト・アルバム『プラネット B.A.D.』を“ビッグ・オーディオ・ダイナマイト”の名で発表。1997年には『エンタリング・ア・ニュー・ライド』を録音したが、当時のレーベル、ラジオアクティヴの反対により、インターネット上のみでのリリースとなった。もう一枚のベスト・アルバム『スーパー・ヒッツ』は1999年にリリースされた。

## 最近の活動

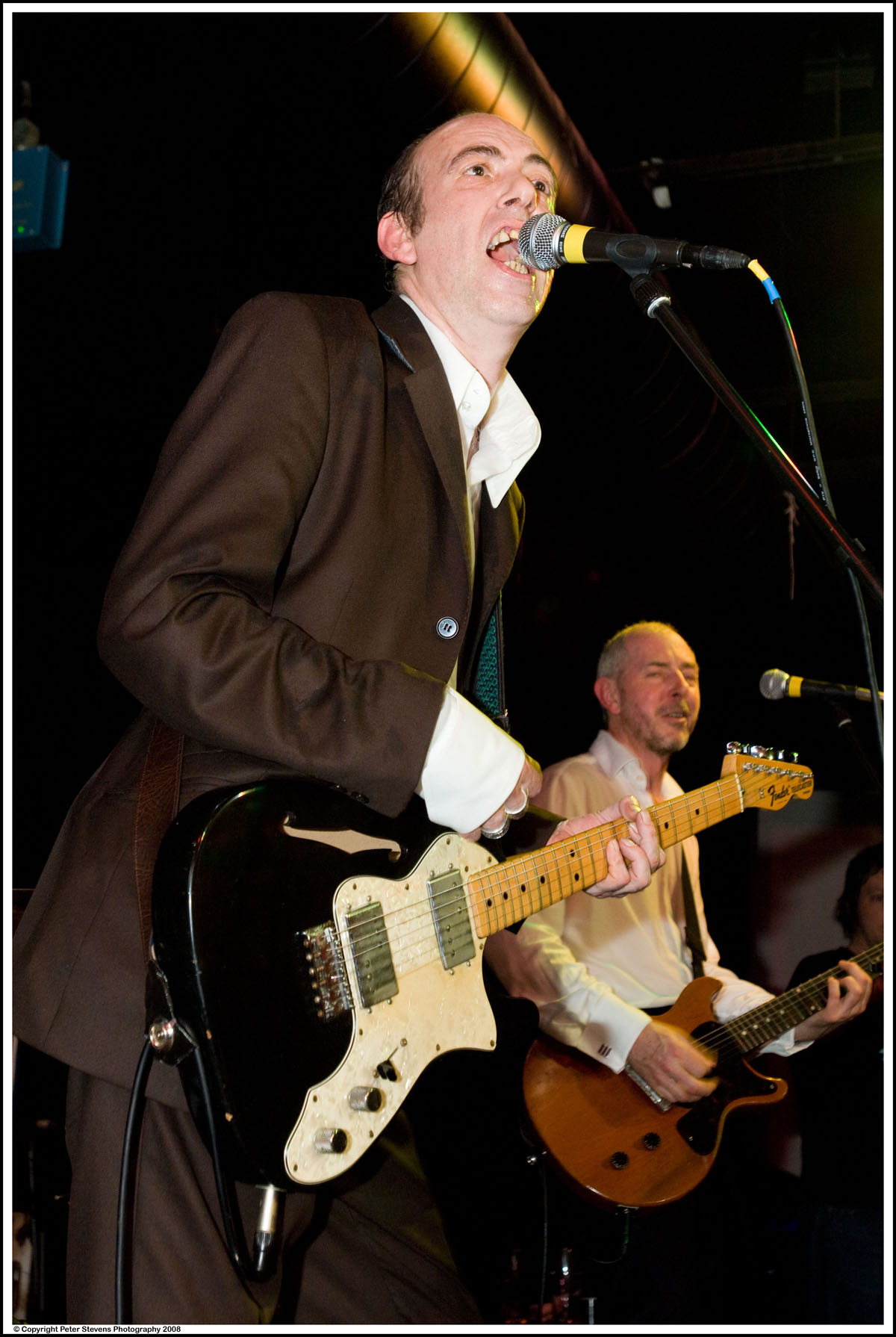
カーボン/シリコン時代 - 右奥トニー・ジェイムス (2008年2月)

2002年にロンドンSSの盟友で、ジェレーションX、ジグ・ジグ・スパトニックを経験したトニー・ジェイムスと新しいバンド、カーボン/シリコンを結成。彼等はイギリスをまわり、反ファシストのチャリティーコンサートを行った。また、オンラインで無料で入手可能の3枚のアルバム『A.T.O.M.』、『ウェスタン・フロント』、『ザ・クラックアップ・スイート』を録音した。最初の商業リリースは『ザ・ニュースEP』である。バンドは彼らの音楽をファンがP2Pで共有すること、および、彼らのショーを録音、録画することを認めた。彼らの最初の曲「MPFree」はP2Pへの賛歌である。
ジョーンズは臨時のプロデューサーも務めた。彼はロンドンを基点とするバンド、ザ・リバティーンズのデビュー・アルバム『リバティーンズ宣言』をプロデュースした。このCDはイギリス、アメリカの両方で好評であった。ジョーンズはバンドのセカンド・アルバムである『リバティーンズ革命』でもプロデュースを行った。彼はまたリバティーンズのボーカル/ギタリストのピート・ドハーティが組んだ新しいバンド、ベイビーシャンブルズのデビュー・アルバム『ダウン・イン・アルビオン』も制作している。
ジョーンズはアルゼンチンのロックバンドロス・ファブロソス・カディリャクス（en:Los Fabulosos Cadillacs）のアルバム『レイ・アスーカル』（en:Rey Azucar）の最初の曲「マル・ビチョ」でギターとボーカルとしてクレジットされている。
彼は最近、『ダイス・マン』の作者ルーク・ラインハートをフィーチャーした、ニック・ミードとウェイン・マクレガー制作の映画『ダイス・ライフ』にスコアを提供した。
NMEショックウェーヴ2007で、ジョーンズはステージに上がり、プライマル・スクリームと一緒にハマースミス宮殿の白人を演奏した。
2010年には、ブラーのデーモン・アルバーンのバンドで知られるゴリラズのアルバム『plastic beach』にゲスト参加。このアルバムには、ザ・クラッシュのメンバーである盟友ポール・シムノンも参加していることで話題となった。また、同バンドのワールドツアーにもシムノンと共に参加している。

### リチャード・アーチャー との交流
リチャード・アーチャー (en:Richard Archer) が最初にジョーンズと出会ったのは彼がまだコンテンポにいたときである。バンドが納得できるプロデューサーを探していた時に、レコード会社の一人が彼らにジョーンズを提案した。パトニーでのリハーサルで、アーチャーは、ジョーンズの服装センスを映画『ゴッドファーザー』になぞらえた。
アーチャーはレコーディングに1年費やしたが、レコード会社の問題で、事は計画通りに運ばなかった。
アーチャーについてジョーンズはこう語る:
ハード・ファイの2008年2月6日、ココ・クラブでのNMEアワードでのショーにジョーンズは現れ、ザ・クラッシュの「ステイ・オア・ゴー」とハード・ファイの「スターズ・オブ・CCTV」を一緒に演奏した。
2008年3月1日、ロンドンのショーでアーチャーがカーボン/シリコンに参加して新しいバンドを組む、という噂が流れた。彼らが2つのバンドを組み合わせて「ハード・カーボン」というプロジェクトを作ることを考えていることが明らかになっている。

## 使用機材

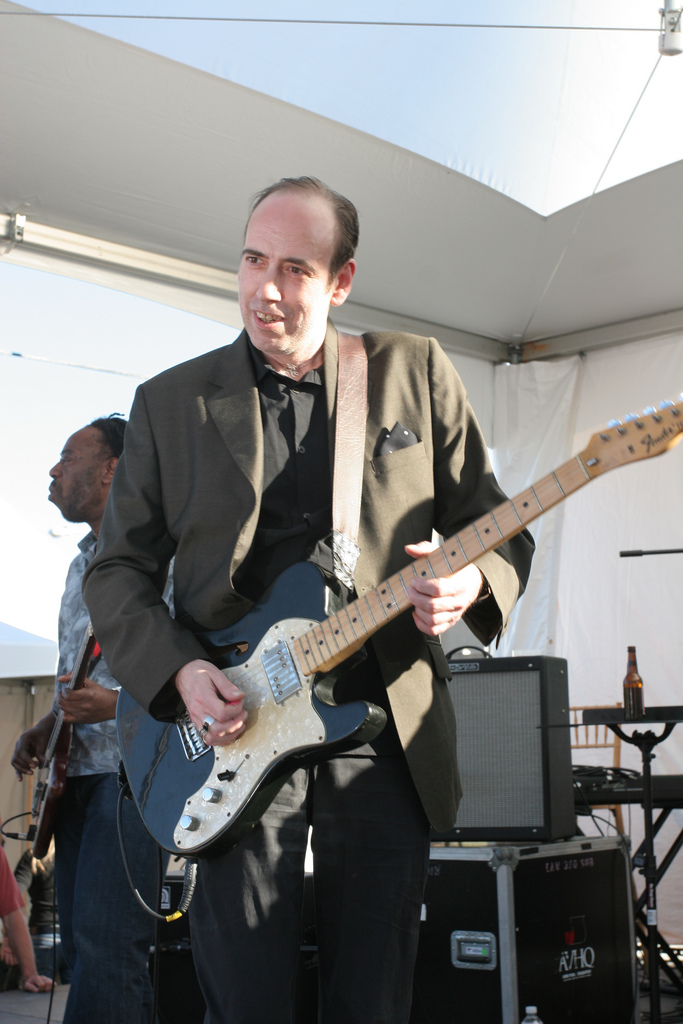
テレキャスター・シンラインを弾くジョーンズ (2008年カーボン/シリコン時代)

ジョーンズ最初のギターは、ジョニー・サンダースから譲り受けたギブソン・レスポール・ジュニア。これは1977年後半までメインギターとして使用していたが、1978年初めにギグで壊された。この時からレスポール・スタンダードに持ち替え、後にレスポール・カスタムを使うようになった。
2006年のギブソンのウェブサイトで、ジョーンズは「一番好きなギターはやっぱりジュニアだな」「偉大なレスポール・スタンダード、サンバーストのやつね。それに黒のカスタム、白のカスタムも持ってたよ。それに『ロンドン・コーリング』で使ったでかいフルアコもね。でも、今でも使ってるのはジュニアなんだ」と語った。
稀にフェンダー・ストラトキャスターも使用していた（ライヴ・ヴァージョンの「ストレイト・トゥ・ヘル」など）。そして、友人のギター職人アンドリュー・ボンドから贈られたボンド・ギターを数本所有。
カーボン/シリコンではフェンダー・テレキャスター・シンラインを使うことが多くなっている。
エフェクターに関しては、ジョーンズはローランドのコーラスやスペースエコーとあわせ、MXRのコンパクトエフェクターを主に使用した。フェイザー100、フランジャー、アナログ・ディレイ、ノイズゲートなどである
。
クラッシュ初期に使ったアンプはマーシャルのプレキシで、時折フェンダー・ツインで2x12キャビネットを鳴らすこともあった。後に彼はメサ・ブギーとマーシャルの4x12キャビネットに乗り換え、クラッシュでのキャリア最後まで使用した。